# Mantova 1911
Mantova 1911 S.r.l. (kurz: Mantova) ist ein 1911 gegründeter italienischer Fußballverein aus der lombardischen Stadt Mantua. Die Vereinsfarben sind Rot-Weiß. Als Spielstätte dient dem Verein das Stadio Danilo Martelli, das für 14.884 Zuschauer Platz bietet.

## Geschichte
Der Verein wurde 1911 in der italienischen Stadt Mantua gegründet. Das Team spielte insgesamt sieben Saisons in der höchsten italienischen Liga und trug den Spitznamen Piccolo Brasile (Kleines Brasilien), was sich auch in den grüngelben Trikots widerspiegelte. Mantova spielte außerdem acht Saisons in der Serie B, welche man 1971 gewinnen konnte. Dreimal (1983, 1994 und 2007) wurde beim Verein Insolvenz angemeldet und der Spielbetrieb eingestellt.
In der Saison 2004/05 stieg Mantova von der Serie C1 nach längerer Abstinenz wieder in die Serie B auf. Das Team spielte im Folgejahr, trotz eines sehr unerfahrenen Kaders, eine Starke Saison und sicherte sich am Ende den vierten Platz und nahm anschließend an den Aufstiegs-Playoffs teil. Nach zwei Unentschieden (0:0 und 1:1) gewann der AC Mantova das Playoff-Halbfinale gegen Modena. Im Finale konnte man das Hinspiel zu Hause mit 4:2 gegen Turin gewinnen, war jedoch im Rückspiel nicht in der Lage diesen Vorteil für sich zu nutzen. Nach Verlängerung verlor Mantova mit 1:3, wodurch Turin in die Serie A aufstieg.
In der Saison 2006/07 war Mantova der erste Klub, der gegen Juventus in einem Serie B-Spiel gewinnen konnte. Man beendete die Saison auf dem achten Platz. Nach dem Rücktritt des damaligen Trainers Di Carlo wurde Attilio Tesser zum neuen Cheftrainer, für die Saison 2007/08 ernannt. Im selben Sommer war der Verein stark auf dem Transfermarkt aktiv und konnte unter anderem den ehemaligen italienischen Nationalspieler Stefano Fiore verpflichten. Die Transferoffensive erwies sich jedoch als nicht wirksam, da man schon nach der halben Saison das Ziel Aufstieg klar verfehlt hatte und in dessen Konsequenz Tesser freistellte. Der daraufhin neu verpflichtete Giuseppe Brucato, ein junger Trainer ohne Erfahrung, führte das Team letztendlich auf einen Mittelfeldplatz.
Aufgrund der erneut schwachen Leistungen in der Folgesaison, wurde Brucato durch den ehemaligen Milan-Verteidiger Alessandro Costacurta ersetzt. Auch dieser konnte Mantova nicht auf die Erfolgsspur zurückführen und wurde nach einem enttäuschenden 13. Platz am Ende der Saison entlassen.
Die Saison 2009/10 verlief ebenfalls wenig erfolgreich und endete mit dem 20. Platz, der gleichbedeutend mit dem Abstieg war.  Wegen Überschuldung wurde der Verein aufgelöst und startete unter dem Namen Mantova Football Club in der Serie D neu.  Hier gelang in der Gruppe B der souveräne Aufstieg, wodurch Mantua in die vierthöchste Spielklasse Italiens, die Lega Pro Seconda Divisione, (ehemals Serie C2) zurückkehrte.
Die darauf folgende Saison beendete man mit Platz 16 und konnte durch zwei Relegationssiege gegen Lecco und Vibonese die Klasse halten. Nach einer Soliden Saison 2012/13, in welcher man den neunten Platz belegen konnte, wurden 70 % des Vereins an Michele Lodi verkauft, welcher anschließend der neue Vereinspräsident wurde.
Im Jahr 2017 ging der Mantova FC erneut in die Insolvenz. Im Sommer des Jahres wurde der Verein mit dem Namen Mantova 1911 Società Sportiva Dilettantistica S.r.l. neu gegründet und startete in der Serie D. 2018 übernahm Maurizio Setti, Eigentümer von Hellas Verona, den Klub.
Erst in der Saison 2019/20 stieg Mantova, durch den ersten Platz in Gruppe D der Serie D, wieder in die dritte Liga auf. Im selben Sommer wurde Mantova 1911 SSD in Mantova 1911 umbenannt.

## Erfolge
- Serie B: 1970/71
- Seconda Divisione: 1923/24
- Serie C: 1958/59
- Serie C2: 1987/88, 1992/93, 2003/04
- Serie D: 1957/58, 2010/11, 2019/20

## Ehemalige Spieler
- Anton Allemann, 1961–1963, Stürmer
- Lorenzo Amoruso
- Raúl Banfi, 1945–1946, Stürmer
- Rolf Geiger, 1962–1963, Stürmer
- Gustavo Giagnoni, Mittelfeldspieler
- Nándor Hidegkuti, 1962–1963, Stürmer
- Dario Hübner, 2004–2005, Stürmer
- Torbjörn Jonsson
- Gianfranco Leoncini, 1972–1973, Mittelfeldspieler
- Bortolo Mutti, Stürmer
- Bruno Nicolè, 1963–1964, Stürmer
- Paolo Orlandoni, 1991–1992, Torwart
- Dario Passoni
- Massimo Pedrazzini, 1987–1989, Mittelfeldspieler
- Massimo Rastelli
- Flavio Roma, 1993–1994, Torwart
- Stefano Sacchetti
- Gaetano Salvemini
- Karl-Heinz Schnellinger, 1963–1964, Abwehrspieler
- Luciano Siqueira de Oliveira, 2013, Flügelspieler
- Angelo Sormani, Stürmer
- Roberto Tancredi
- Beniamino Vignola, 1991–1992, Mittelfeldspieler
- Dino Zoff, 1963–1967, Torwart

## Ehemalige Trainer
- Ottavio Bianchi
- Alessandro Costacurta
- Enrico Catuzzi
- Mario Corso
- Domenico Di Carlo
- Edmondo Fabbri
- Gustavo Giagnoni
- Nándor Hidegkuti
- Ferenc Hirzer
- Ivan Jurić
- Michele Serena
- Attilio Tesser

## Galerie

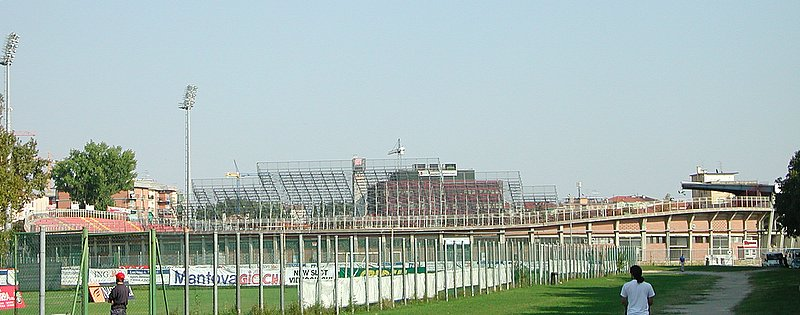
Stadio Danilo Martelli
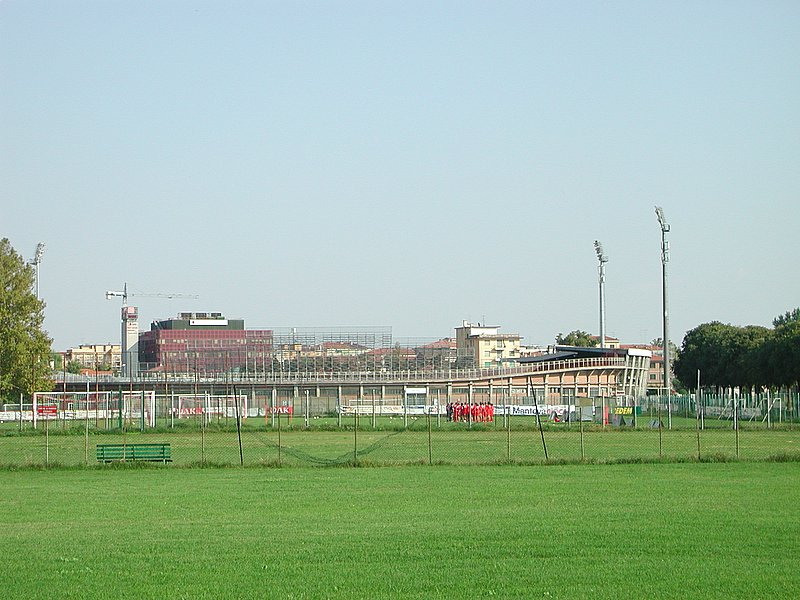
Stadion und Trainingsgelände der AC Mantova
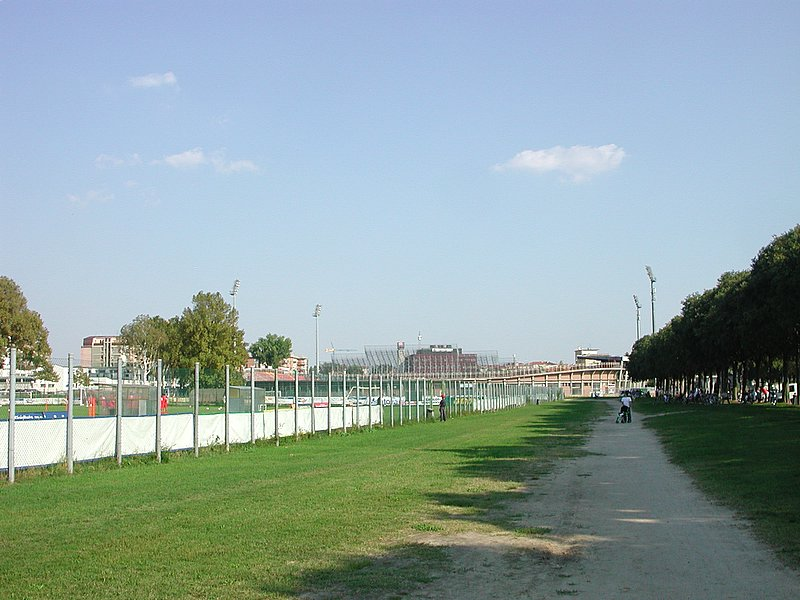
Stadion und Trainingsgelände der AC Mantova